# Symplegaden
De Symplegaden (Grieks: Συμπληγάδες, Sumplēgades) uit de Griekse mythologie, waren twee rotsen die onophoudelijk tegen elkaar botsten en alles verpletterden wat ertussen voer. Jason en zijn Argonauten hebben met de Argo deze rotsen verslagen, door op raad van Phineus eerst een duif tussen die rotsen te laten vliegen. De duif raakte alleen een paar staartveren kwijt. De Argo voer er daarna achteraan en liep tijdens de doorvaart alleen wat schade op aan de achtersteven. Toen de Argo de Symplegaden was gepasseerd, bleven de twee rotsen sindsdien op hun plaats.